# Zsolt
A Zsolt a régi Solt személynév alakváltozata.
Czuczor Gergely és Fogarasi János a következő magyarázatot fűzi a szóban forgó névhez.
„… a névtelen jegyzőnél Zolta, a Budai kronikában Zoltan, Árpád fia, és Taksony atyja (Arpad genuit Zoltan, Zoltan genuit Taxun. Chronicon Budense). Mongol nyelven zoltai v. dzoltai v. Bálinti szerént az ai ikerhang a kiejtésben á-vá olvadván össze, zoltá am. szerencsés, zol v. dzol szótól, mely am. szerencse s jakut nyelven is eléjön.”
Ilyenformán a Zoltánok, Zsoltok – nemkülönben Solt város – neve Szerencsés jelentésű.

## Rokon nevek
- Solt:[1] régi magyar személynév, azonos eredetű a Zoltán, Zsolt és esetleg a Csolt névvel, az ótörök sultan szóból származik.[4] "Az arameus eredetű arab sultan (uralkodó, császár) esetleg perzsa közvetítéssel került a törökbe."[5]
- Csolt:[1] régi magyar személynév, esetleg a Solt alakváltozata.[6]

## Gyakorisága
Az 1990-es években a Zsolt igen gyakori, a Solt és a Csolt szórványos név volt, a 2000-es években a Zsolt a 24-33. leggyakoribb férfinév, a Solt és a Csolt nincs az első százban.

## Névnapok
- április 10.[2]
- október 21.[2]
- november 20.[2]

## Híres Zsoltok, Soltok, Csoltok
„Zsolt” utónevű személyek szócikkeinek listája a Wikidata alapján